# Giulia Adinolfi
Giulia Adinolfi Sellitti (Salern, 27 d'agost de 1930 – Barcelona, 21 de febrer de 1980) va ser una hispanista i militant comunista italiana que a partir de 1957 optà per viure a Barcelona, on va desenvolupar la seva vida professional i política.

## Formació
Giulia Adinolfi Sellitti va créixer al si d’una família amb forts vincles afectius, en el context de l'època feixista i la Segona Guerra Mundial a Nàpols. Des de ben jove, a 15 anys, va afiliar-se al Partito Comunista Italiano (PCI). A la universitat, on estudiava Magisteri, es va relacionar amb una generació d’intel·lectuals i de joves napolitans que s'havien compromès amb la resistència partisana i que, en l’àmbit cultural i polític, es movien a l’òrbita del PCI. La seva formació políticomoral i cultural va rebre una forta influència de pensadors i polítics com Antonio Gramsci i Palmiro Togliatti, l’obra dels quals va estudiar en profunditat.
A l’edat de 21 anys començà a treballar com a mestra a Sant’Arcangelo sul Trasimeno (Magione), lloc on entrà en contacte amb el món de la pagesia pobra. El 1955 va obtenir la plaça definitiva a l’ensenyament primari a Somma Vesuviana (frazione Alaia), un municipi proper a Nàpols. Mentre exercia de mestra en l’àmbit rural, va estudiar Filologia hispànica i es va llicenciar amb una tesi sobre La Celestina.
Es va vincular com a investigadora a l'Istituto Italiano per gli Studi Storici (IISS), que havia estat creat per Benedetto Croce. El seu mentor en aquells primers anys va ser l'hispanista Salvatore Battaglia director de la prestigiosa revista Filologia Romanza, on Giulia Adinolfi va publicar dos articles: «La Celestina e la sua unità di composizione» (1954), fruit del seu treball de tesi de llicenciatura on defensava interpretacions sobre l'obra i la seva autoria que han inspirat estudis posteriors en la mateixa línia, i «Le Cartas Marruecas di José Cadalso e la cultura spagnola della seconda metà del settecento» (1956) en què aporta una revisió del segle xviii espanyol.
Giulia va viatjar a Espanya l’any 1954 per fer un curs de perfeccionament de la llengua a la Universitat de Santander. Dos anys després va tornar-hi, ara a Barcelona, amb una beca de l’IISS. Fou aleshores que va conèixer Manuel Sacristán, amb qui compartia l’amor per l’estudi, l’art i la cultura, una sensibilitat humanista i un compromís polític i moral comunista. Giulia Adinolfi i Manuel Sacristán es varen casar el 27 d'agost de 1957 a Nàpols (Itàlia), i es varen traslladar tot seguit a Barcelona, on havien decidit viure. En aquesta elecció fou decisiu que tots dos consideressin prioritària la lluita contra el franquisme.

## Recorregut professional
Giulia Adinolfi Sellitti va exercir la docència en tots els seus nivells: mestra de primària a Itàlia i a la Scuola Italiana de Barcelona, en arribar a la ciutat i fins a 1958, any en què va néixer la seva filla Vera; professora de batxillerat a partir de 1968 al centre Aula Escola Europea i, finalment, entre 1972 i 1979 va ser docent a la Universitat Autònoma de Barcelona (UAB) amb la categoria de professora no numerària (PNN). En aquest darrer context, va participar en la lluita dels PNN i va ser fundadora i col·laboradora de la Federació d’Ensenyament de Comissions Obreres.
A la UAB hi va impartir assignatures, algunes de les quals eren pioneres, com Teoría literaria, Historia de la crítica literaria, i també hi estructurà un grup d'investigació literària interdisciplinari, format per alumnes de les dues universitats generalistes que hi havia aleshores a Barcelona –l'Autònoma i la Central–, que s'organitzaren per parelles de treball dedicades a estudiar la literatura de postguerra en totes les seves formes, novel·la, conte, teatre i poesia. Els seus alumnes tenien fama de ser els més ben preparats de la Facultat.
Quan els Departaments de Filologia van crear el curs comú d'Introducció als estudis literaris, Giulia Adinolfi va ser l'encarregada de confeccionar les orientacions d'un programa que havia de ser el punt de partida de la formació del futur filòleg. L'últim curs d'especialitat que preparava tractava sobre els problemes i la legitimitat del mateix concepte d'«història de la literatura» que concebia com el punt de trobada entre una dimensió immanent –la virtualitat universal de la obra d'art– i una dimensió contingent –el reflex de la història.
Pel que fa a la seva tasca com investigadora, durant els anys que va viure a Barcelona es va centrar en l’estudi de l’obra d’Antoni de Capmany Filosofia de la elocuencia, com una continuació dels estudis sobre els escriptors il·lustrats que havia realitzat anteriorment. No obstant això, el 1975 va renunciar a redactar una tesi doctoral sobre aquest autor. Dos anys després, a proposta de la també hispanista i amiga Rosa Rossi, ambdues varen iniciar l’estudi del procés de la Inquisició espanyola, entre 1532 i 1534, a Maria de Cazalla. A propòsit d’aquest estudi varen connectar les aportacions de la crítica feminista amb el món de la recerca històrica, al mateix temps que assenyalaven la importància, per al moviment feminista, d’enfrontar críticament la pròpia tradició i de conèixer la pròpia història.

## Activitat política
L’activitat política de Giulia Adinolfi a Barcelona va començar amb la creació del Moviment de Dones Democràtiques, durant els anys seixanta del segle xx. Era un moviment destinat a agrupar les dones de Catalunya per a promoure la presa de consciència de la seva importància social com a ciutadanes i com a dones. La presència i l'orientació que Giulia va imprimir al Moviment de Dones Democràtiques era un fet insòlit per la seva riquesa teòrica. Relacionat amb aquesta experiència Giulia Adinolfi, sota pseudònim «Lluïsa Vives»', va escriure l'article «Per un plantejament democràtic de la lluita de les dones», publicat al nº 12 de la revista clandestina Nous Horitzons l’any 1967, que esdevingué un referent de debat per al moviment de dones.
En aquell mateix any i fins 1971, Giulia Adinolfi va formar part del comitè de redacció de la revista clandestina Nous horitzons, que publicava el Partit Socialista Unificat de Catalunya (PSUdC), juntament amb Josep Ferrer, Josep Fontana, Xavier Folch, Josep Termes, Francesc Vallverdú i Manuel Sacristán que n'era el director. Més endavant, a finals dels anys setanta, col·laborà amb la Revista Materiales. En els anys de la Transició es va mostrar partidària de l'anomenada «ruptura democràtica», que considerava possible; i creia que el pactisme polític era un error.
Durant el darrer any de la seva vida, Giulia Adinolfi va formar part del col·lectiu de la revista mientras tanto, de la qual havia estat inspiradora i fundadora, juntament amb Sacristán i amb l'ajuda i el suport d'altres persones. Als tres primers números de la revista mientras tanto publicà els seus últims textos –«Sobre las contradicciones del feminismo», «Sobre "subculturas femeninas"» i «Esquema sobre el trabajo doméstico»– com una contribució, des de l'experiència de les dones i el feminisme, a la renovació de la perspectiva de transformació social que la revista propugnava. De nou, els seus textos es varen convertir en un referent de debat per al moviment feminista.
Giulia Adinolfi va morir el 21 de febrer de 1980. Les persones que la varen conèixer recorden la seva enteresa i el seu profund compromís humà, vital i polític. Rosa Rossi, entrevistada en el documental Giulia, assenyalava que la seva coherència entre ideals i vida quotidiana responia al que ha estat un lema central de la política feminista: «Allò que és personal és polític».

## Memòria de Giulia Adinolfi
L’any 2004, al núm. 94 de la revista mientras tanto es va publicar el monogràfic Dimensiones de una ausencia. Memoria de Giulia Adinolfi, en el qual es recollien textos de Giulia Adinolfi i també escrits d'altres persones sobre la seva figura.
L'octubre de 2005, amb motiu del vint-i-cinquè aniversari de la seva mort, es va fer la jornada Giulia Adinolfi (1930-1980): pensamiento critico y práctica política, en homenatge a la seva memòria i mestratge. Durant aquesta jornada es va estrenar la pel·lícula de 90 minuts Giulia, dirigida per Xavier Juncosa, amb guió i textos de Joan Benach i Salvador López Arnal, que és el documental núm. 8 de l’obra Integral Sacristán d’aquest realitzador.
L’any següent, Ca la Dona va organitzar un «Acte en record de Giulia Adinolfi (1930-1980)», realitzat l’1 de març de 2006.
Més recentment s'ha fet pública la web Giulia Adinolfi Sellitti, 1930-1980. Sobre las mujeres y el feminismo, on es poden trobar digitalitzats tots els escrits de Giulia Adinolfi sobre l’esmentat tema; una galeria de fotografies; el documental Giulia, de Xavier Juncosa; així com textos de diverses persones sobre la figura i l’obra d’ella.